# 橢圓派克花介
橢圓派克花介（学名：Pacambocythere elliptica）为粗面介科派克花介屬下的一个种。